# Jakub Kenig
Jakub Jan Kenig – polski chirurg, dr hab. nauk medycznych, adiunkt III Katedry Chirurgii Ogólnej Wydziału Lekarskiego Collegium Medicum Uniwersytetu Jagiellońskiego.

## Życiorys
24 maja 2008 obronił pracę doktorską Stężenie greliny w surowicy krwi u osób zdrowych oraz pacjentów z rakiem jelita grubego, 18 lutego 2016 habilitował się na podstawie pracy zatytułowanej Ocena okołooperacyjna pacjentów w wieku podeszłym zakwalifikowanych do operacji w zakresie jamy brzusznej ze szczególnym uwzględnieniem Całościowej Oceny Geriatryczne oraz testów przesiewowych zespołu kruchości.
Był zatrudniony na stanowisku adiunkta w III Katedrze Chirurgii Ogólnej na Wydziale Lekarskim Collegium Medicum Uniwersytetu Jagiellońskiego.Obecnie pracuje na stanowisku profesora uczelni w I Katedrze Chirurgii Ogólnej WL UJ CM.